# Списак ликова серије Пријатељи

Разни ликови су се појавили у америчком ситкому Пријатељи, емитованом на каналу Ен-Би-Си од 1994. до 2004. године. Серија је имала 6 главних ликова, а то су били Рејчел Грин (Џенифер Анистон), Моника Гелер (Кортни Кокс), Фиби Буфе (Лиса Кудроу), Џои Трибијани (Мет Лебланк), Чандлер Бинг (Метју Пери)  и Рос Гелер (Дејвид Швимер). Многе познате личности имале су гостујуће улоге у серији током њених 10 сезона.

## Ансамбл
Главни глумци били су познати телевизијским гледаоцима још пре улога у серији Пријатељи, али нису сматрани звездама. Творац серије, Дејвид Крејн, желео је да свих шест главних ликова буду једнако истакнути, а серија је хваљена као „прва права серија ансамбла”. Чланови поставе потрудили су се да задрже формат ансамбла и не дозволе да један члан доминира. Улазили су у исте глумачке категорије за награде, одлучили се за колективне уместо за појединачне преговоре о платама и тражили да се заједно појављују на фотографијама насловница часописа током прве сезоне. Чланови глумачке поставе постали су најбољи пријатељи у и стварном животу, а једна гостујућа звезда, Том Селек, изјавио је да се понекад осећао изостављеним. Глумци су остали добри пријатељи и након завршетка серије, посебно Кортни Кокс и Џенифер Анистон. Џенифер је била кума Кортниној ћерки Коко, чији је отац глумац Дејвид Аркет. У званичној опроштајној комеморативној књизи Пријатељи до краја, сваки члан поставе засебно је у свом интервјуу признао да је глумачка постава постала његова породица.

### Плате
У оригиналним уговорима за прву сезону, сваком члану екипе плаћено је 22,5 хиљада долара по епизоди. Чланови поставе добили су различите плате у другој сезони, од 25 хиљада до 40 хиљада долара по епизоди. Пре него што су почели преговори о платама за трећу сезону, екипа је одлучила да започне колективне преговоре, упркос наклоности Ворнер броса према индивидуалним договорима. Глумци су добили плату најмање плаћеног глумца, што значи да су Џенифер Анистон и Дејвид Швимер зарађивали мање него што су могли. Звезде су плаћане, по епизоди, 75 хиљада долара у трећој сезони, 85 хиљада долара у четвртој, 100 хиљада долара у петој и 125 хиљада долара у шестој сезони. У седмој и осмој сезони, примали су плате у износу од 750 хиљада долара по епизоди, а у деветој и десетој милион долара по епизоди. Постава је такође добијала синдикалне хонораре од пете сезоне.

## Споредни ликови

### Представљени у 1. сезони

#### Џек Гелер
Џек Гелер је Моникин и Росов отац. У првобитним појављивањима, Џек константно ради непримерене коментаре, које завршава са „Само кажем!” (енгл. I'm just saying!). За разлику од супруге Џуди, Џек је уравнотеженији у пажњи и бризи према обома Росу и Моники. Након што одлучују да продају кућу у сезони 7, открива се да је Џек користио кутије са старим Моникиним стварима да блокира кишницу да дође до свог аутомобила марке Порше. Због изједајуће кривице, Џек развија тајну навику пушења и одлучује поклонити Моники Порше. Иако је био омиљен током целог свог детињства, ово Роса чини лудо љубомором. Џек и Џуди су међу ретким споредним ликовима који се појављују у свим сезонама.

#### Џуди Гелер
Џуди Гелер је Росова и Моникина мајка. Џуди отворено фаворизује Роса и константно прави примедбе на рачун Монике због недостатка љубавног живота, а понекад заборавља да њена ћерка уопште и постоји. Према Рејчел, Џуди ју је једном описала као „ћерку коју никад није имала”. Глумица Кристина Пиклс је због улоге 1995. била номинована за награду Еми за најбољу споредну глумицу у хумористичкој серији.

#### Бери Фарбер
Бери Фарбер је Рејчелин бивши вереник, кога је она оставила на олтару у првој епизоди. Бери, стоматолог, одлучује да оде на свој и Рејчелин медени месец са њеном деверушом Минди и ускоро започиње везу с њом. Њихову веза погађа искушење када он и Рејчел размишљају да поново буду заједно. Одлучује да остане са Минди, а њих двоје се касније венчају. Речено је да су се Бери и Минди развели пет година касније, након што је она сазнала да је вара. Беријево презиме је у пилот епизоди Финкл, док је 
у свим остаалим епизодама Фарбер, осим у „The One with the Flashback”, где му је презиме Барбер.

#### Керол Вилик
Керол Вилик је Росова бивша супруга, која открива да је лезбијка пре прве епизоде. Керол се развела Роса како би била са својом лезбијском партнерком Сузан. У другој епизоди серије, Керол каже Росу да је трудна са његовим дететом и да ће дете одгајати са Сузан, мада жели да Рос буде део бебиног живота. Керол и Сузан се венчају у епизоди „” и спорадично се појављују све до 7. сезоне.

#### Сузан Банч
Сузан Банч је супруга Росове бивша супруге Керол. У другој епизоди серије, Керол каже Росу да је трудна са његовим дететом и да ће дете одгајати са Сузан, мада жели да Рос буде део бебиног живота. Керол и Сузан се венчају у епизоди „” и спорадично се појављују све до 6. сезоне. Иако се Сузан и Рос кроз целу серију свађају у разним приликама, они накратко одбацују своје разлике када Керол роди дечака,  за ког се сви слажу, након недеља препирки, да му дају име Бен. Иако су Рос и Керол у добром односу након развода, Рос наставља да замера Сузан што је због ње изгубио Керол.

#### Гантер
Гантер је менаџер кафића Централ Перк, који се први пут појављује као камео лик у другој епизоди. Он је бивши глумац, глумио у сапуници „Сва моја деца” пре него што је његов лик убијен. Гантер развија симпатије према Рејчел у трећој сезони, које има све до последње епизоде. Осим Роса, кога не воли, у добрим је односима са остатком екипе, упркос томе што га повремено нервирају њихови злобни коментари. Његова мотивација да не воли Роса је љубомора јер је свестан Росове везе са Рејчел, што је разјашњено више пута. Гантер се појављује у већини епизода, али само повремено скреће пажњу на себе и готово никада нема велику улогу у радњи епизоде. Џејмс Мајкл Тајлер добио је улогу Гантера јер је био једини статиста на сету Централ Перка који је могао компетентно да ради на капућино машини. Гантер је споредни лик који се појављује у највећем броју епизода.

#### Џенис Горалник
Џенис Литман Горалник (рођена Хосенстајн) је Чандлерова девојка са којом стално прекида и поново се мири у прве четири сезоне. Џенис је један од ретких споредних ликова који се појављују у свим сезонама серије. Најпознатија је по назалном гласу и иритантном смеху који звуче толико неподношљиво да чине Чандлера да жели да раскине са њом, али истовремено не жели повредити Џенисине добронамерне осећаје. Чандлер уз Фибину помоћ успева да прекине њихову везу и натера је да пристане да раскине с њим, али се поново мире на новогодишње вече и Дан заљубљених. Када Чандлер, под утицајем смрти господина Хеклса, одлучи да не умре сам, разочаран је открићем да је Џенис удата и трудна. Крајем 2. сезоне, Чандлер договара састанак с мистериозном женом коју је упознао преко интернета, за коју се испоставља да је Џенис. Њихова веза траје до треће сезоне, када Џенис одлучи да остави мужа како би била са Чандлером. Касније, Џои види како Џенис како се љуби са својим супругом. Чандлер је оставља у 8. епизоди 3. сезоне. У 4. сезони, када се Џенис врати у његов живот, Чандлер, који је на крају сматра неподношљивом због иритантног звука њеног гласа, прави се да одлази у Јемен, да је се отарасио заувек. У каснијој епизоди, Џенис накратко улази у везу са Росем, убрзо након што је он раскинуо с Емили. Пошто је несрећан због тога, проводи читав њихов састанак жалећи се на све, због чега га она сматра неподношљивим и напушта га. Кад се Чандлер и Моника вере, она покушава да се умеша у њихове планове за венчање, а одлази тек када јој Моника каже да Чандлер још увек гаји осећања према њој, што није тачно. На крају осме сезоне, док Рос и Рејчел у болници чекају рођење своје ћерке, Џенис (такође пред порођајем) смештена је у истој соби као и Рејчел. Касније рађа сина Арона. Такође се појављује када у 9. сезони среће Монику и Чандлера у клиници за плодност. Последњи пут се појављује близу краја 10. сезоне, када се испоставља да планира куповину куће поред оне коју Моника и Чандлер планирају да купе. Да би је се ослободио заувек, Чандлер се претвара да је још увек воли, због чега се Џенис, као што се надао, уплаши да ће он на крају уништити свој брак са Моником ако она живи у кући поред њега, па одлучи да ипак не купи кућу и изађе из Чандлеровог живота наизглед једном заувек, али пољуби га последњи пут пре тога, на његово велико изненађење.
Вероватно зато што је забављају њихове личности, чини се да Џенис ужива у провођењу времена са шесторо пријатеља, што је за њих помало иронично и врло непријатно, јер нико од њих не може да је поднесе, због неподношљивог иритантног назалног гласа и смеха, што она не примећује. Она такође наглашава сваку реч своје чувене фразе, „О мој Боже!” (енгл. Oh my Gawd!), а Чандлер и остали пријатељи понекад то опонашају. Џенисин иритантни смех настао је током снимања 5. епизоде серије (Џенисиног првог појављивања), по идеји глумице Меги Вилер.

#### Господин Хеклс
Господин Хеклс је пензионер који живи у стану испод Моникиног и Рејчелиног, крајње необичан старији мушкарац који се стално жали на буку, иако шесторо пријатеља уопште нису гласни кад год тврди да га узнемиравају. Његов разлог за то никада није откривен, све док у епизоди у којој умире, група открива да се у његовом стану бука појачава. Појављује се у укупно 5 епизода пре своје смрти пре своје смрти у 3. епизоди 2. сезоне.

#### Паоло
Паоло је Италијан и комшија Рејчел, Монике, Чандлера и Џоија, с којом се Рејчел први пут сусреће и смува се у 7. епизоди. Они почињу везу, чинећи Роса љубоморним. Она га оставља након што он опипа Фиби, али проводи са њим је једно вече у 1. епизоди 2. сезоне. У италијанској синхронизацији серије, Паолово име је промењено у Пабло и његово држављанство је шпанско.

#### Тери
Тери је првобитни менаџер Централ Перка, пре него што је Гантер преузео ту улогу, који не крије чињеницу да сматра да је Рејчел ужасна конобарица, а да је Фиби лоша музичарка, па у 2. сезони ангажује професионалну музичарку, Стефани. Задњи пут се појављује у 6. епизоди 2. сезоне.

#### Забавни Боби
Забавни Боби је Моникин дечко алкохоличар. У свом првом појављивању у 10. епизоди, његово забављање других људи утихнуло је на Моникиној новогодишњој забави након што му је деда умро, што љути Монику. У 10. епизоди 2. сезоне, екипа открива да је Боби смешан и забаван искључиво због алкохола. Моника покушава да га одвикне пијења, али жали због тога, зато што он постаје изузетно досадан. Моника је тада почела пити на њихових изласцима, тако да је могла да истрпи његове уморне досадне приче.

#### Дејвид
Дејвид је физичар у ког се Фиби заљубила у 1. сезони, када он добија академски грант за трогодишње истраживачко путовање у Минску. Након свађе са својим истраживачким партнером Максом, Дејвид одлучује да отпутује, сламајући Фибино срце. У 7. сезони, враћа се у Њујорк на кратку посету и одлази на вечеру са Фиби. У 6. епизоди 9. сезоне, он се трајно враћа. Он и Фиби настављају везу у 22. епизоди. У финалу сезоне, Дејвид проси Фиби, али она га одбија и одлучује да се уда за Мајка Ханигана.

#### Нора Тајлер Бинг
Нора Тајлер Бинг је Чандлерова мајка, списатељица еротских романа, од којих су најпознатији бестселери Невезана еуфорија, Поноћна еуфорија и Господарица кучка. Од Чандлеровог оца Чарлса се развела након што је сазналаа за његову сексуалност, као и да је имао аферу са чистачем базена. Прво се појављује у 11. епизоди 1. сезоне, где упознаје екипу док је била на промоцији нове књиге у Њујорку. Након вечере, она се пољубила са Росом. Касније се појавила на Моникином и Чандлеровом венчању, са Чандлеровим оцем.

#### Урсула Буфе
Урсула Буфе је Фибина идентична сестра близнакиња, нестручна конобарица у ресторану Рифс, која често заборавља наруџбе муштерија. Урсула је свако мало чудна као и Фиби, али, за разлику од своје сестре, Урсула је себична, неморална, безобразна и хедонистичка индивидуа, која је толико егоцентрична и себична да често заборавља ствари, обично поступа према Фиби с презиром и не воли је ико ко је истински познаје. Фиби Урсулу назива својом „злом близнакињом”. У Пријатељима се први пут појављује у 16. епизоди 1. сезоне, када Чандлер и Џоу једу у Рифсу и помешају Урсулу са Фиби. Џоија привлачи Урсула и они почињу везу. Урсула касније говори Фиби да јој је Џои досадио и саркастично говори да је он довољно паметан да то схвати сам, а да она то заправо не мора ни да му каже, па се Фиби претвара да је Урсула, како би нежно прекинула са Џоијем и не би му повредила осећања. Урсула се затим накратко појављује у 3. епизоди 3. сезоне, где је прогони Малколм, мушкарац који погреши Фиби за њу. Фиби наивно започиње везу са дотичним човеком, али раскида са њим јер он не може да преболи своју опсесију Урсулом. На самом почетку 4. сезоне, Фиби долази код Урсуле са новим открићем да њихова покојна мајка није њихова биолошка мајка, али испоставља се да је Урсула одавно већ знала истину. У 6. сезони, Фиби открива да Урсула глуми у порнографским филмовима користећи њено име. Фиби јој се осветила тако што је уновчила све њене чекове. У 7. сезони, Фиби од Урсуле сазнаје да је заправо старија годину дана него што је мислила, притом откривају да је Урсула продала Фибин родни лист шведској избеглици. У 6. епизоди 8. сезоне, Урсула упознаје Фиби са Ериком, својим вереником. Фиби је касније ужаснута сазнањем да је Урсула Ерику лагала о свом животу, говорећи да је учитељица, чланица мировног корпуса, непушач и да присуствује састанцима црквених група, као и чињеницом да Урсула уопште не воли Ерика, већ да се само поиграва са њим. Фиби потом открива Ерику да је Урсула лагала и он раскида са њом.
Лиса Кудроу је првобитно играла улогу Урсуле у ситкому Луд за тобом. Када је Кудроу изабрана да глуми Фиби у Пријатељима, која такође живи у Њујорку, продуценти су одлучили да лик Урсуле пребаце у Пријатеље. У последњој епизоди Луд за тобом, постављеној 22 године у будућност, открива се да је Урсула после успешне порнографске каријере постала гувернерка Њујорка.

#### Минди Хантер
Минди Хантер Фарбер је Рејчелина деверуша на отказаном венчању са Беријем. Минди и Рејчел су биле најбоље пријатељице док су одрастале и њихово пријатељство је стављено на коцку након што Рејчел открије да се Минди и Бери виђају. Она моли Рејчел да јој буде деверуша. Минди се удаје за Берија у финалу 2. сезоне, али се разводе јер ју је Бери варао.

#### Бен Гелер
Бен Гелер је Росов и Керолин син. Рођен је близу краја 1. сезоне у епизоди „The One With The Birth”. Живи са мајком и њеном супругом Сузан Банч. Последњи пут се појављује у 8. сезони.

#### Џули
Џули је Росова колегиница и стара пријатељица из школе, коју он поново среће током путовања у Кину. Џули се први пут појављује у завршној сцени последње епизоде прве сезоне. Она и Рос почињу везу, али раскидају убрзо, када Рос открива да још увек воли Рејчел. Док су Џули и Рос били у вези, Рејчел ју је мрзела јер је отприлике недељу дана пре него што се Рос вратио из Кине, Рејчел открила да је Рос заљубљен у њу. Због тога је Рејчел схватила да и она њега воли, чинећи је љубоморном на Џули. Након раскида, показано је да упознаје Раса, Росовог „двојника” са којим је Рејчел кратко излазила и они започиње везу.

#### Стив
Стив је власник ресторана и наркоман кога Фиби познаје. Моника га у првој сезони покушава покушати импресионирати у покушају да се запосли у његовом ресторану, а Фиби му каже да је добродошао да дође до њеног стана и тамо проба њену храну, али он се удрогира на путу до тамо. На крају епизоде, Фиби га кажњава пружајући му врло болну масажу. Његов проблем са дрогом на крају узрокује да изгуби ресторан, а у деветој сезони, Фиби среди Рејчел састанак на слепо са њим, као део тајне стратегије да поново споји Рејчел и Роса.

#### Џозеф Трибијани
Џозеф „Џои” Трибијани, старији је отац Џоија и његових 7 сестара. У 13. епизоди 1. сезоне, Џои сазнаје да његов отац Џои има аферу са другом женом, Рон. Џои покушава све исправити, али његова мајка Глорија, која је цело време потајно знала за аферу, натера Џоија да престане са покушајима да промени оца, јер јој је муж необично љубазан откад ју је почео варати.
Иако се Џоијеви родитељи више не појављују у серији, Џои старији се касније појављује у спин-оф серији Џои, чиме је Костанцо једини глумац, осим Мета Лебланка, који је поновио своју улогу из Пријатеља у Џоију.

#### Глорија Трибијани
Глорија Трибијани је мајка Џоија и његових 7 сестара. Према Џоију и Ђини, Глорија је једном била у медицинском часопису због чињенице да су њене трудноће биле одмах након претходног порођаја, што је резултирало тиме да се свако њено дете родило девет месеци након претходног. У 7. сезони, Џои је поменуо да Глорија мрзи пошту САД и Ирце.

#### Ружни голи тип
„Ружни голи тип” је гојазни станар у стану у згради преко пута Моникиног стана, који често, можда непромењиво, стоји го са отвореним завесама, тако да екипа често коментарише његове активности. Први пут је споменут у другој епизоди серије, али се физички појављује само два пута: први пут, његов стомак и рука су приказани у 8. епизоди 3. сезоне, а други пут, приказан је са леђа од главе до струка приказан је у 14. епизоди 5. сезоне, где се он сели из свог стана, а Рос покушава да добије стан интегришући се са Ружним голим типом, док оговарали са њим го.
Дуги низ година идентитет глумца који га је глумио у његовим крајње ограниченим наступима био је мистерија. Нагађало се да је Мајкл Џи Хагерти, глумац који је глумио господина Тригера, био Ружни голи тип. Међутим, Хагерти је негирао ову теорију. Дана 31. маја 2016. године у часопису Хафингтон пост објављен је чланак новинара Тода ван Лулинга у коме је детаљно приказано његово тражење идентитета Ружног голог типа. Његов чланак открива да је глумац Џон Хоген играо улогу.

### Представљени у 2. сезони

#### Господин Тригер
Господин Тригер је надзорник Моникине зграде. Тригер се први пут појављује у 3. епизоди 2. сезоне, где показује Хеклсовом адвокату где живе Моника и Рејчел. Касније, када се Џои побуни због критика на Рејчелин рачун, прети да ће Монику и Рејчел иселити (пошто Моника илегално издаје стан који заправо припада њеној покојној баки, на Тригерово незадовољство), осим ако му Џои не помогне да вежба валцер како би импресионирао жену. Последњи пут се појављује почетком 8. сезоне. Споменут је и у последњој епизоди серије, када Моника свима каже да су му потребни кључеви од њеног бившег стана.

#### Естел Ленард
Естел Ленард је Џоијева агенткиња. Први пут се појавила у епизоди „The One With The Butt” из 1. сезоне, али њена сцена је избачена из епизоде, иако је укључена у ДВД верзију 1. сезоне. Званично се први пут појављује у 10. епизоди 2. сезоне, када, након што јој он каже да му је досадило играње безначајних лоших улога, уговара Џоију епизодну улогу у сапуници „Дани наших живота”. Иако се показује да подржава Џоијеву каријеру током серије, у једној се епизоди ипак чини да поткопава његову каријеру након што је мислила да ју је Џои отпустио, што заправо није тачно. Естел умире близу краја последње сезоне серије. Џои одржава говор на њеној сахрани, где је откривено да је, осим Џоија, њен једини клијент био Ал Зибукер, човек који једе папир. Џун Гејбел, која ју је глумила, такође је глумила медицинску сестру која порађа Керол у првој сезони.

#### Ричард Берк
Др Ричард Берк је офталмолог и најбољи пријатељ Џека Гелера. Ричард је представљен у 15. епизоди 2. сезоне, када Моника ради кетеринг на догађају у његовом стану. Почињу излазити упркос томе што је Ричард 21 годину старији, што љути Моникине родитеље када сазнају за њихову везу. Он и Моника раскидају у последњој епизоди 2. сезоне, када јој он каже да не жели више деце. Упркос томе што су њих двоје и даље заљубљени, не могу да се помире с тим разликама и обоје су месецима очајни. Има кратко гласовно камео појављивање у 2. епизоди 3. сезоне, а касније они покушавају да обнове своју романсу као „пријатељи” пре него што прихвате да разлози због којих су раскинули остају валидни. У финалу 6. сезоне, Ричард и Моника се поново срећу и он јој признаје да је још увек воли. Он је проси након што она напусти Чандлера, који планира да је запроси, али се претвара да је против брака јер жели да просидба буде изненађење. На крају, Чандлер долази у Ричардов стан тражећи Монику и говори Ричарду о сопственом плану просидбе. Чини се да Ричард испрва нема симпатије према Чандлеру, те га суптилно критикује, али кад му Чандлер љутито каже да нема право да поквари везу другог човека са њом јер је већ уништио своју, схвата да је Чандлер у праву и саветује га да никад не пусти Монику. Након тога, Ричард се није више појавио у серији. Његов стан је дат на продају почетком 9. сезоне. Док је тамо, Чандлер открива да је Ричард снимио секс са Моником на касети коју краде и пото гледа, али он и Моника касније откривају да је Ричард преснимио касету.
Сви Селекови уласци у 2. сезони морали су се поново снимити јер би публика у студију подивљала сваки пут када би он ушао. За своје финално појављивање у серији, у финалу 6. сезоне 2000. године, Селек је номинован за награду Еми за најбољег гостујућег глумца у хумористичкој серији.

#### Сандра Грин
Сандра Грин је Рејчелина мајка. Први пут се појављује у 11. епизоди 2. сезоне, када посећује Рејчел и говори јој да се разводи од њеног оца и да га заправо није никада волела, што испрва љути Рејчел. Касније прати све на Керолино и Сузанино венчање. Близу краја 2. сезоне, она стиже на Рејчелину рођенданску забаву и читаву ноћ није свесна да је њен бивши супруг такође тамо, јер пријатељи успевају да наместе да се Сандра и Леонард не сретну. Џои чак и пољуби Сандру како би је спречио да види одлазак бившег мужа. Близу краја 8. сезоне, у последњем тренутку позвана је да присуствује Рејчелиној прослави, где јој нуди да се преселе код ње и Роса, како би им помогла око бебе првих месеци. Рејчел прво прихвата, али онда је Рос натера да се предомисли. Марло Томас је за своје премијерно појављивање номинована за награду Еми за најбољу гостујућу глумицу у хумористичкој серији.

#### Франсис
Франсис је Фибина бака и мајка њене покојне мајке Лили. Њено једино појављивање је у 9. епизоди 2. сезоне, где открива Фиби да особа на сликама које чува у кући заправо није Фибин отац, што мотивише Фиби да покуша пронаћи свог правог оца. Иако се лик појављује у само једној епизоди, помиње се у више епизода, међу којима је 13. епизода 5. сезоне, где се открива да је недавно преминула, а Фиби планира сахрану. Фиби од бабе наслеђује такси и стан.

#### Франк Буфе, млађи
Франк Буфе, млађи је Фибиин полубрат, син њеног оца. Близу краја 2. сезоне, Фиби га упознаје након што је пронашла храброст да покуца на врата свог оца, али од мајке Франк млађег сазнаје да је њен отац напустио њихов дом пре неколико година. Упркос томе што није нашла оца, она се повезује са Франком млађим који касније посећује град почетком 3. сезоне, где налети на Џасмин, једну од Фибиних колегиница и замени њен салон за масажу са јавном кућом. На крају се заљубљује и вери се за Алис Најт, своју стару наставницу кућне економије која је старија од њега 26 година. у 11. епизоди 4. сезоне, Франк и Алис замоле Фиби да буде сурогат мајке за њихово дете, што она прихвата. Она рађа њихове тројке, од којих се онда опрашта у емотивној сцени на почетку 5. сезоне. Франк се последњи пут појављује у 2. епизоди 10. сезоне, када он и тројке срећу Фиби у Централ Перку. У епизоди, тврди да није спавао четири године и да је толико исцрпљен одгајањем тројки да чак предлаже Фиби да узме једну за себе. Међутим, убрзо схвата да превише воли своју децу да би их се одрекао, након чега Фиби предлаже да их почне чувати, како би Франк и Алис могли да се одморе. Пре свог премијерног појављивања као Франк, Ђовани Рибиси се у 6. епизоди 2. сезоне „The One With The Baby On The Bus” појавио у улози пролазника који оставља кондом уместо новца у Фибиној кутији за гитару док она пева на улици, а касније се враћа како би вратио свој кондом. Никада није објашњено да ли је то био лик Франка, који још није био представљен у то време.

#### Леонард Грин
Др Леонард Грин је Рејчелин отац, сурови, абразивни и прилично аморални васкуларни хирург. Иако је искрено симпатичан и обично добронамеран према својој ћерки, он је генерално гадан, злобан насилник који брзо увреди свакога ко га, чак и случајно, иритира на најмањи начин. Од почетка не воли Роса, Рејчелиног дечка, када овај изјављује да сматра његову професију „игром”.  На почетку 8. сезоне, када Рос и Рејчел сазнају да ће добити дете, он постаје бесан што нису верени, јер не жели да његово унуче буде копиле и на крају одлази у Росов стан и виче на њега јер га је Рејчел (која се боји Леонардовог гнева) лагала и тврдила да је Рос одбио да се венчају, што на крају доводи до тога да Рејчел сређује ситуацију. Леонард има срчани удар близу краја 10. сезоне и опоравља се у болници када Рејчел стигне са Росом, кога Леонард опет дочекује са презиром. Након тога, више се не појављује у серији.

### Представљени у 3. сезони

#### Марк Робинсон
Марк Робинсон је Рејчелин колега из канцеларије у Блумингдејлсу, који се први пут појављује у 11. епизоди 3. сезоне. Рос је љубоморан на Марка јер сумња да он и Рејчел имају аферу, што није тачно. Марк одлази у Рејчелин стан да је теши након свађе са Росом, што води Роса (чувши његов глас у позадини након док је телефонирао са Рејчел) до закључка да су спавали заједно и да је његова и Рејчелина веза готова, па се напије и потом спава са Клои, што на крају прекида Росову и Рејчелину везу. Касније, Марк пита Рејчел да изађу, што она прихвата, међутим она одбија даљи напредак њиховог односа, кад схвати да је прихватила понуду само да би учинила Роса љубоморним. То је последњи пут да се Марк појављује, све до 10. сезоне, где говори Рејчел о послу у Паризу. Рос га не препознаје, али се љубомора касније враћа, чак изјављујући своју екстремну мржњу према њему и забрањује Рејчел да оде на вечеру са њим. Такође је откривено да се од свог претходног појављивања Марк оженио и има близанце.

#### Пит Бекер
Пит Бекер је геније за компјутерски софтвер и мултимилионер. Пит даје Моники бакшиш од 20 хиљада америчких долара док је радила у ресторану Мунденс динер у 18. епизоди 3. сезоне, за шта Моника испрва претпоставља да је шала. Он је пита да изађу на састанак и она пристаје, а он је води у Рим. Почињу да се виђају, али у почетку се растају јер Монику он не привлачи. Мире се након што га Моника пољуби када јој понуди посао у његовом ресторану (који она одбије), а затим схвати да је он ипак привлачи. Моника мисли да ће је запросити пред крај 3. сезоне. Уместо тога, он јој говори да жели да победи у Ultimate Fighting Championship (у прошлости се бавио борилачким вештинама). Пит бива тешко претучен од стране Танка Абота, а Моника га оставља након што он одбије да одустане и након што схвата разлике које постоје између њих.

#### Алис Најт
Алис Најт је супруга Франка Буфеа млађег, Фибиног и Урсулиног полубрата. Алис је Франкова бивша наставница кућне економије из средње школе. Фиби није прихватила њихову везу због разлике у годинама између њих двоје, а обоје их је збунила својим шашавим коментарима током покушаја да их раздвоји. На крају је ипак прихватила њихову везу. Касније, она и Франк не могу зачети дете због Алисине старости, па траже од Фиби да им она буде сурогат мајка, на шта она пристаје. У 3. епизоди 5. сезоне, Фиби им рађа тројке.

#### Клои
Клои је атрактивна девојка која ради у продавници Керокс на Менхетну. Појавила се у 3. сезони, када је позвала Џоија и Чандлера на састанак. Њих двојица су провели време пре састанка питајући се како ће извести тројку, али на крају одлазе са састанка. Клои је потом спавала са Росом, који је био пијан и веровао да је његова веза са Рејчел готова. Овај инцидент био је довољан да раздвоји Роса и Рејчел. Клои уопште нема проблема са спавањем са заузетим мушкарцима и има обичај да краде ствари након спавања са њима.

#### Џоана
Џоана је Рејчелин шефица у Блумингдејлсу. У 20. епизоди 3. сезоне, Џоана упознаје Чандлера и моли Рејчел да јој намести састанак са њим, што Чандлер на крају пристаје, али му се згади на састанку због своје иритантности. У 3. епизоди 4. сезоне, Џоана и Чандлер се опет смувају. Она га лисицама везује за своју столицу у канцеларији. Он моли Рејчел да га ослободи и пусти, али Рејчел, бесна што Чандлер није одржао обећање да ће раскинути са њом, жали због одлуке да га пусти. Након уцене, он пристаје да остане везан. Међутим, он се свети Џоани тако што он њој стави лисице, након што раскида са њом. У 9. епизоди 4. сезоне, Рејчел је интервјуисана од стране трочланог одбора због могућег унапређења. Џоана је један од чланова одбора и износи погрдне и увредљиве коментаре о Рејчел који је коштају унапређења. Касније се Рејчел суочава са Џоаном и она јој говори да је саботирала интервју да би је задржала као асистента и на крају јој нуди унапређење у сопственом одељењу. Међутим, Џоана умире без подношења папира за унапређење, спречавајући тако Рејчел да добије позицију.

#### Софи
Софи је Маркова замена, након што он напушта Блумингдејлс, често жртва своје шефице Џоане. У свом последњем појављивању, у 9. епизоди 4. сезоне, она је усхићена због Џоанине смрти.

#### Кејт Милер
Кејт Милер је глумица, која игра са Џоијем у позоришној представи. Џои се заљубљује у њу и спава са њом, али она не види никакву привлачност у њему и већ је у вези редитељем представе. Представа се показује као лоша и неуспех, а након што је редитељ оставља јер је искритикована у штампи, она се враћа Џоију. Ипак, она га напушта и одлази у Лос Анђелес, како би глумила у сапуници „Општа болница”.

#### Даг
Даглас „Даг” је Чандлеров нови шеф у 3. сезони. Данг ужива да зове Чандлера по презимену и да удара колегама по задњици. Моника и Чандлер играју тенис са Дагом и његовом супругом, који су исцрпљени, раздражени и збуњени Моникиним смешним претераним такмичарским духом у 12. епизоди 5. сезоне. У овој епизоди се подразумева да он, његова супруга и остали Чандлерови сарадници не воле Џои, за кога Чандлер тврди да му је оштетио углед у њиховим очима (вероватно својом глупошћу) након што га је позвао на пословну забаву. У 11. епизоди 8. сезоне, позива Чандлера и Монику на вечеру да прославе развод. Да би се извукао, Чандлер се претвара да жели бити сам јер су се он и Моника растали, али то му се обије о главу када Даг, који упркос свом наизглед ведром и растерећеном ставу према разводу, у ствари очигледно потискује то, покушава развесели Чандлера тако што га одводи у стриптиз клубове, пијан бацајући лименке на птице и бацајући свој венчани прстен.

#### Бони
Бони је Фибина пријатељица, раније ћелава, коју је смувала са Росом близу краја 3. сезоне. Рејчел је упознала Бони две године пре догађаја из ове епизоде и памти је као „чудну ћелаву девојку”. Међутим, када је Рејчел поново упозна, ужаснута је схватањем да јој је коса заправо порасла и да је заправо веома привлачна жена. Пошто Рејчел још увек има осећаја према Росу, она, у успешном покушају да Бони учини мање привлачном за њега, убеди је да поново обрије косу на крају 3. сезоне. У првој епизоди 4. сезоне, Рос је оставља и враћа се Рејчел.

#### Фиби Абот
Фиби Абот је Фибина биолошка мајка. Фиби је проналази на самом крају 3. сезоне, верујући да је она Лилина пријатељица. Она открива истину о свом пореклу на крају епизоде и покушавати надокнадити штету Фиби на почетку 4. сезоне. Како се испоставило, Франк Буфе, Лили и Фиби били су заједно у сексуалној вези из које је Фиби затруднела. Након што је родила близанце, Фиби је отишла, а Франк и Лили су се венчали и сами одгајали близанце, пре него што се Франк развео од Лили и отишао. У 4. сезони, када Фиби жели бити сурогат мајка Франковом и Алисином детету, она позајмљује Фиби свог пса како би јој показала колико је тешко оставити децу коју је носила. Ово пољуљава Фиби при доношењу одлуке, али на крају ипак пристаје и рађа Франку и Алис тројке.

### Представљени у 4. сезони

#### Емили Валтам
Емили Валтам је братаница Рејчелиног шефа, Енглескиња, која долази у двонедељну посету Њујорку у 14. епизоди 4. сезоне. По наговору шефа, Рејчел би требало да оде са њом у оперу, али пошто је тад имала састанак са Џошуом, она успева наговорити Роса да иде са њом. Они се сјајно проведу и заврше у мотелу у Вермонту. Емили одлази назад у Енглеску, али Рос успева да је стигне на аеродрому и говори јој да је воли, на шта она одговори „Хвала”. Касније му открива да има дечка, Колина, али га оставља због Роса и признаје му да га воли. Убрзо, они одлучују да се венчају. Сви пријатељи лете у Лондон на Емилино и Росово венчање у финалу 4. сезоне, осим тада трудне Фиби и Рејчел, која је одлучила да не присуствује због њене прошлости са Росом. Она убрзо схвата да још увек воли Роса и лети у Лондон како би му то рекла и спречила венчање. Током изговарања брачних завета, Рос случајно изговара Рејчелино име пред олтаром, уместо Емилиног, понижавајући Емили пред својим пријатељима и породицом. Упркос томе, церемонија венчања се наставља у првој епизоди 5. сезоне, али понижена Емили бежи са прославе венчања. Рос тражи од Емилиних родитеља да јој кажу да ће је чекати на аеродрому, надајући се да ће она ипак хтети да иде на њихов медени месец у Грчку. Рос на крају одлучи да поведе Рејчел са собом, а Емили их угледа док су заједно на аеродрому. Емили поново бежи од Роса, који због ње пропушта лет и оставља Рејчел саму у Грчкој. У 4. епизоди 5. сезоне, Рос се покушава помирити са њом и наговорити је да се врати у Њујорк. Она пристаје, али под условом да се више никад не види са Рејчел и да из стана избаци сав намештај који је она додирнула. Када сазна да је он на вечери са целом екипом пријатеља, укључујући и Рејчел, каже му да не може да му верује и одлучи да се разведу. То је било њено последње појављивање у серији. У 12. епизоди 5. сезоне, Рос је сазнао да се Емили поново удаје и због тога је ушао у везу са Џенис, међутим веза није трајала. У 20. епизоди 5. сезоне, Рејчел је у Росовом стану и на његовој телефонској секретарици чује поруку коју му је Емили оставила, дан пре свог венчања. Емили је желела да разговара са Росом о обнови њихове везе, говорећи да је забринута да су направили грешку приликом развода и да се премишља око свог новог брака. Рејчел случајно обрише поруку и премишља се да ли да каже Росу за њу. На крају одлучује да му све каже, али га убеђује да је не позове.

#### Кети
Кети је Џоијева девојка, представљена у 5. епизоди 4. сезоне. Упркос томе што су у вези, Џои и Кети немају ништа заједничко, осим занимања, обоје су глумци. Међусобна привлачност постепено се развија између Кети и Чандлера, а завршава се пољупцем у 7. епизоди 4. сезоне. Након што Џои сазна у следећој епизоди, Кети изјашњава своју љубав према Чандлеру и одлучује да напусти Њујорк, како не би уништила Џоијево и Чандлерово пријатељство. У почетку бесан због Чандлерове издаје, Џои мења мишљење након Кетиног говора, те она и Чандлер почињу везу. Иако је Чандлеру у почетку било неугодно због могућности да њихова веза постане сексуална, јер ће га она директно поредити са Џоијем, али смирио се када су му Моника и Рејчел дале упутства. Нешто касније у сезони, Чандлер одлази да погледа Кетину позоришну представу и открива да она у њој има екстремне сексуалне радње са својим партнером Ником. Чандлер почиње да сумња да га вара и суочава се са њом око тога. Кети је увређена и сукобљава се са Чандлером. Касније спава са Ником и Чандлер је оставља.

#### Џошуа Бергин
Џошуа Бергин је недавно разведени купац која редовно унајмљује Рејчел као асистента приликом куповине у Блумингдејлсу. Он се допадне Рејчел, па га она покушава намамити на састанак и даје му две карте за утакмицу, али заборавља рећи да је једна карта за њу, па је Џошуа узео обе карте и одвео свог нећака на утакмицу. Кад је Џошуа завршио са Рејчел у Блумингдејлсу, позвао ју је на отварање новог ноћног клуба у који је улагао. Рејчел се сложила, иако је већ обећала свом шефу да ће ићи са његовом братаницом Емили у оперу. Ипак, није успела да га смува. Рејчелин коначни план била је лажна забава за опроштај Емили, али је у ствари био тајни план да Џошуа пристане да изађе са њом. До краја ноћи, направила је будалу од себе, упропастила Росове планове са Емили и Џошуа је сазнао, али и даље ју је одбацивао због свог развода. Међутим, на крају је ипак пристао да изађу. Нажалост, ово је било краткотрајно јер је Рејчел била жељна да веза још напредује у време када су се Рос и Емили верили. Џошуа је недавно прошао кроз развод и помало је био уплашен могућности брака па је одбио, али на леп начин. Дошао је након што је мислио да покуша поново разговарати са њом, али Рејчел је потпуно уништила шансу када је (не знајући да је то Џошуа) отворила врата, носећи венчаницу, рекавши „да”, због чега је помислио да она неће узети „не” као одговор, па је отишао и више се није појавио.

### Представљени у 5. сезони

#### Господин Зелнер
Господин Зелнер је извршни директор у Ралф Лорену, који интервјуише Рејчел за посао у 17. епизоди 5. сезоне. Рејчел га ненамерно пољуби током разговора, али ипак је запослена. Господин Зелнер изгледа врло плашљив и озбиљан у вези са својим послом. Након што је Рејчел унапређена у 7. сезони, он од гостујућег постаје епизодни лик. У 14. епизоди 10. сезоне, он отпушта Рејчел након што сазнаје за њен разговор са представником из Гучија. Рос покушава да врати Рејчелин посао подмићивањем Зелнера, али не успева.

#### Гари
Гари је полицајац који случајно оставља своју значку у Централ Перку, у 16. епизоди 5. сезоне. Фиби је проналази и започиње лажно представљање као полицајац. Гари је проналази и не желећи да се открије чињеница је изгубио своју значку у кафићу, одлучи да не ухапси Фиби и осећајући привлачност, тражи да изађу на вечеру и они почну да се виђају. Касније, открива Моники да жели да пита Фиби да се усели код њега. Моника не успева да сачува тајну и говори све Фиби, која схвата да није спремна да њихова веза тако нагло напредује и моли Чандлера да покуша да га одговори од тога. На крају, Фиби му говори да мисли да је прерано и он то прихвата. Гари је повређен, па Фиби ипак пристаје. Након што се уселе, он кроз прозор спаваће собе упуца птицу само зато што га је иритирало њено гласно цвркутање. Фиби је ужаснута и оставља га. Он се више не појављује у серији.

#### Франк Буфе, старији
Франк Буфе, старији је Фибин, Урсулин и Франков отац. Он, Лили Буфе и Фиби Абот били су заједно у сексуалној афери, што је резултирало Фибином трудноћом са Фиби и Урсулом. Франк и Лили су се венчали и планирали да заједно одгајају близанце. Међутим, Франк се касније развео од Лили и отишао. Касније се поново оженио и имао сина Франка Буфеа млађег, којег је заједно са другом супругом касније напустио. У 9. епизоди 2. сезоне, Фиби од баке добија слику и адресу свог оца и одлази тамо са Чандлером и Џоијем, али на крају схвата да још није спремна да га види и одустаје. У 21. епизоди 2. сезоне, Фиби одлази на адресу свог оца и тамо упознаје своју маћеху и полубрата Франка, али сазнаје да је њих њен отац напустио и да не знају где је. У 13. епизоди 5. сезоне, Франк старији се коначно појављује када Фибина бака (Лилина мајка), Франсис, умире. Представио се на Франсисиној сахрани, што ужасава Фиби. Брзо каже да му је име Џо и жури напоље. Фиби га је ухватила и тврди да је она извршилац Франсисиног имања, па он пристаје да се нађу у Централ Перку након сахране. Франк такође не зна да је Лили мртва, па моли Фиби да јој да писмо које је написао. Фиби му тада открива да је Лили мртва и да је она у ствари његова ћерка Фиби. Извињава се што ју је напустио и говори да је тако било најбоље, јер је био лош отац. На крају епизоде, Фиби још није спремна да му опрости, али полако се везује са њега. Они седе на каучу и разговарају неко време.

### Представљени у 6. сезони

#### Џенин Лекро
Џанин Лекро је привлачна певачица из Аустралије и Џоијева цимерка, након што се Чандлер преселио код Монике. Џои даје оглас за новог цимера у 7. епизоди 6. сезоне и појављује се згодна Џанин и Џои јој одмах издаје собу не знајући ништа друго о њој. Убрзо, Џои се заљубљује у њу и одлучује да јој то каже, након што га она изабере као партнера на снимању новогодишње емисије у 10. епизоди 6. сезоне. Ипак не успева, али она схвата да јој се свиђа, па га пољуби кад се врате у стан. Они започињу везу и почињу да проводе време са Моником и Чандлером. Убрзо Џанин открива да је Моника и Чандлер јако иритирају и на крају натера Џоија да бира између пријатеља и девојке. Џои бира пријатеље и раскида са Џанин.

#### Елизабет Стивенс
Елизабет Стивенс је једна од Росових студенткиња, са којом он започиње везу у 18. епизоди 6. сезоне, погрешно верујући да није против универзитетска правила. У следећој епизоди, Елизабет одлази на плажу са још неколико момака за пролећни распуст. Љубоморан и забринут, Рос одлази са њом. Касније, Елизабетин отац, Пол, жели да упозна Роса и говори му да му се не свиђа што излази са његовом ћерком, али на крају донекле прихвата њихову везу. Касније, Пол је наредио Елизабет и Росу да престану да се виђају, али они одлучују да одрже везу у тајности и одлазе да проведу викенд у Половој викендици, где и он одлази са Рејчел, што ствара неприлике. Након што га је Рос уценио, Пол даје благослов Елизабетиној и Росовој вези. У финалу 6. сезоне, Рос оставља Елизабет, када му постане јасно да она је премлада за озбиљну везу са њим. То је њено последње појављивање. Током њихове везе, екипа пријатеља је константно збијала шале на Росов рачун.

#### Џил Грин
Џил Грин је Рејчелина млађа сестра, која стиже код Монике и Чандлера у 13. епизоди 6. сезоне, мислећи да Рејчел још увек живи тамо. Њихов отац прекинуо је Џилину опскрбу новцем и послао је да остане код Рејчел, једине ћерке на коју је икада поносан, како би научила о вредности новца. Она је размажена, сујетна, шмизла и материјалиста, много попут своје друге сестре Ејми, али много је љубазнија према Рејчел и њеним пријатељима него Ејми. Џил покушава започети нови живот, као што је то урадила Рејчел, али завршава кршењем правила (претераном куповином, захваљујући томе што је упамтила бројеве кредитних картица свог оца) и потом излази са Росом како би напакостила Рејчел. Међутим, Рос је везу окончао пре него што је заиста могла да започне након што је схватио да, ако се нешто догоди између њега и Џил, између њега и Рејчел никада се ништа неће догодити, иако није знао да ли ће се он и Рејчел икада вратити заједно. То је натерало Џил да оде, пошто није желела да остане са неким ко јој је саботирао сваки потез. Више се физички није појавила у серији, али у 10. сезони, Ејми помиње да се Џил удебљала, док у 9. сезони, Рејчел наводи да јој је Џил дража сестра.

#### Пол Стивенс
Пол Стивенс је Елизабетин отац, који од почетка не воли Роса, дечка своје ћерке, наводећи да је разлог томе старосна разлика између њих. Када се први пут појави у 21. епизоди 6. сезоне, Полу се допада Рејчел, са којом улази у везу. Тада донекле прихвата Росову и Елизабетину везу. На крају прети Росу да ће открити његову аферу са студенткињом универзитету, уколико не прекине везу са Елизабет. Рејчел и Пол одлазе у Полову викендицу, где су такође отишли Рос и Елизабет, за које Пол верује да су раскинули. Док се сакрива испод кревета, Рос чује како Пол прича сам са собом пред огледалом, пева и плеше. Након што Пол ухвати Роса како покушава да изађе из колибе, прети му да ће рећи истину, али Рос га уцењује да ће рећи Рејчел оно што је видео малопре, па Пол даје благослов Росу и Елизабет из срамоте и страха. Рејчел касније сматра да је Пол превише тајновит да би јој се допао и покушава га натерати да се емотивно отвори, али на крају усред дописивања прошлих успомена из проблематичног детињства, почне плакати и не може да престане. Чак тражи од Чандлера да га загрли у једном тренутку након што Рејчел напусти собу, а затим дигне Џоија са пода и загрли га. На крају се сабрао, извињава се Рејчел што ју је преплавио свим својим плакањем и они имају секс, али након тога се поново погуби и Рејчел га оставља.

### Представљени у 7. сезони

#### Тег Џоунс
Томас „Тег” Џоунс је Рејчелин неискусни, али привлачни нови асистент у Ралф Лорену. У 4. епизоди 7. сезоне, Рејчел га запошљава након свог унапређења, не зато што је он најбољи избор за позицију, већ зато што је очарана њиме. У 9. епизоди 7. сезоне, он и Рејчел улазе у везу, након што се и он заинтересује за њу, али покушавају да своју везу држе у тајности од шефа господина Зелнера, јер иначе би Тегово запошљавање било сукоб интереса. У 14. епизоди 7. сезоне, Рејчел раскида са Тегом на прослави свог 30. рођендана када схвати да га њихова разлика у годинама (он је млађи 6 година) чини превише младим и незрелим да би могли бити у вези и одлучује да се усредсреди на озбиљније везе. Појављује се у 2. епизоди 8. сезоне, када Фиби претпоставља да је Тег отац Рејчелиног нерођеног детета. Говори Рејчел да је пуно сазрео од њиховог раскида и жели да настави везу, али одустаје када открије да је трудна са неким другим.

#### Чарлс Бинг
Чарлс Бинг је Чандлеров отац, трансвестит, који се редовно спомињан, иако је био неприказан, у првих 6 сезона. Одлучна да га позове на њихово венчање близу краја 7. сезоне, Моника одвуче Чандлера на Чарлсов шоу у Лас Вегасу, где је први пут виђен како наступа под именом Хелена Хандбаскет и Чандлер га позива на венчање. Касније, у финалу сезоне, он и Нора прате Чандлера до олтара. Лик Чарлса, којег глуми жена, остављен је двосмислен, а подразумева се да је заправо трансродна жена.

### Представљени у 8. сезони

#### Мона
Мона је Моникина колегиница из ресторана Алесандрос, која први пут упознаје Роса на почетку 8. сезоне и почињу да се везују. Њихова веза је стеновита од почетка јер је Рос отац Рејчелиног детета. У 8. епизоди 8. сезоне, Леонард Грин назива је блудницом након што Рос не запроси Рејчел, а Рос редовно заборавља изласке са њом када Рејчел има проблема са бебом. На крају они раскидају у 15. епизоди 8. сезоне, након што јој Рос не каже да се Рејчел усељава код њега док се дете не роди. У 17. епизоди 8. сезоне, Рос се ушуњао у Монин стан да поврати његову кошуљу избледеле боје лососа коју је тамо оставио, али мора да се сакрије када она дође кући са својим новим партнером. Рос је откривен када она и њен партнер почињу да се љубе и он покуша да се извуче. Док се Мона испрва љути на Роса, касније му долази у посету да прихвати његово извињење и претпостави да и даље има осећања према њој. Пита Роса може ли задржати кошуљу како би га се сећала, али Рос је заправо желео само своју кошуљу, а она одлази.

#### Ема Гелер Грин
Ема Гелер Грин је Росова и Рејчелина ћерка, рођена у финалу 8. сезоне. Иако је Рос првобитно хтео да назове своју ћерку Изабела, Рејчел је заплакала када је одлучила да то име не одговара детету, а презирала је други избор, Дилајла. Моника предлаже име Ема, име које је одабрала за своју будућу ћерку и дозвољава Рејчел и Росу да назову своју ћерку.

### Представљени у 9. сезони

#### Мајк Ханиган
Мајкл „Мајк” Ханиган је Фибин дечко и касније супруг. Почетком 9. сезоне, Џои и Фиби одлучују да оду на дупли састанак, обећавајући једно другом да ће наћи „партнере” на слепо. Међутим, Џои заборавља на Фибин састанак и у жељи да спречи да она то открије, када она пита име мушкарца са којим јој је средио састанак, претвара се да се мушкарац зове Мајк. Затим улази у кафић и очајнички виче „Мајк!”. Мајк Ханиган се одазива и приморан је да оде на састанак, што не пролази добро, када Мајк случајно јасно даје до знања Фиби да он заправо не познаје Џоија, а Џои покушава да поправи ситуацију, последично узнемирујући Фиби и отказујући свој састанак на слепо са Мери-Елен. Мајку је жао Фиби док је посматра како одлази, а када је сутрадан поново види у кафићу, разговара са њом и објашњава да је пристао да дође на састанак јер му је било речено да ће добити бесплатну вечеру, што није добио и да ће срести лепу девојку, што се јесте догодило. Поласкана Фиби пристаје када је позове на други састанак, који испада подједнако лош као и први захваљујући Росу, који случајно узнемири Фиби пре састанка, због чега она проводи већи део ноћи плачући на његовом рамену. Рос одлази у Мајкову кућу и покушава му објаснити да је случајно узнемирио Фиби, што покреће ланац смешних догађаја који резултирају тиме да Мајк на крају одлучи да још увек има осећаје према Фиби, и у 16. епизоди 9. сезоне, они одлучују да живе заједно. Фиби предлаже да би се једног дана могли венчати, али он јој говори да се, након свог збрканог развода, више никада не жели венчати, што резултира раскидом. Емотивно неспособни да буду одвојени, они се мире у следећој епизоди. У финалу сезоне, Моника позива Мајка на Барбадос са екипом пријатеља, где он запроси Фиби у исто време као и Дејвид. Фиби их одбија обојицу, али говори Дејвиду да је Мајк мушкарац са којим жели бити. На почетку 10. сезоне, Мајк је приморан да раскине са Прешоус, девојком коју је виђао од када је раскинуо са Фиби, али то на крају сређује Фиби. У 5. епизоди 10. сезоне, Мајк званично проси Фиби, а они се венчавају у 12. епизоди 10. сезоне, испред Централ Перка. Мајк се кратко појављује у последњој епизоди, доносећи Моники и Чандлеру натпис „Добродошла на свет, бебо Бинг”. Он говори Фиби да и он жели да има дете.

#### Ејми Грин
Ејми Грин је једна од две Рејчелине сестре, која се први пут појављује у 8. епизоди 9. сезоне. Долази код Монике и Чандлера на вечеру за Дан захвалности, где се љути након што сазна да неће добити старатељство над Емом ако Рејчел и Рос умру. Груба, хедонистичка, безобразна, аморална, материјалистичка и потпуно неосетљива на туђа осећања, она јако иритира пријатеље својим окрутно искреним мишљењима о њима и себичним, егоцентричним ставом, али делује да се помало плаши Монике, уверена да је луда. Када се Рејчел и Ејми касније посвађају када Ејми увреди Ему, то резултира тучом, приликом које су разбиле један од Моникиних тањира. Ејми се поново појављује у 5. епизоди 10. сезоне, где говори Рејчел да планира да се уда за Мајрона, оца свог бившег дечка Марка, само зато што је богат. Рејчел покушава је научи одговорности пуштајући је да чува Ему и покушава је натерати да престане бити тако себична и учинити нешто лепо за друге особе. На крају, Ејми одлучи да послуша Рејчелин савет и учинити нешто лепо за Ему. Проблем је у томе што је самозаокупљена и егоцентрична Ејми одлучила на пробушити Емине уши. Тада одлучује да постане стилиста за бебе, што се касније испоставља промашајем.

#### Гавин Мичел
Гавин Мичел је Рејчелина привремена замена у Ралф Лорену, док је она била на породиљском одсуству. Господин Зелнер даје до знања Рејчел да воли Гавина, па Рејчел раније прекида своје одсуство како би се такмичила са њим у 11. епизоди 9. сезоне. Њихов радни однос је побољшан у следећој епизоди и они се пољубе на њеној рођенданској забави. У 13. епизоди 9. сезоне, Рејчел говори Гавину да би, иако јој се свиђа, веза била тешка због њене историје са Росом.

#### Чарли Вилер
Чарли Вилер је привлачна професорка палеонтологије која се допадне Росу у 20. епизоди 9. сезоне. Планира да је пита да изађу, али је прекасно када се она већ смува са Џоијем. Рос, првобитно љут, на крају прихвата Џоијеву и Чарлину везу и помаже Џоију да смисли интелигентна места на која да је одведе на састанке. На Росовој палеонтолошкој конференцији у финалу 9. сезоне, Чарли каже Џоију да немају ништа заједничко и раскида са њим. Она и Рос се потом смувају. У 6. епизоди 10. сезоне, она оставља Роса и враћа се свом старом дечку, др Бенџамину Хобарту.

### Представљени у 10. сезони

#### Ерика
Ерика је млада девојка из Синсинатија која након низа догађаја бира Монику и Чандлера за усвојитеље своје нерођене бебе у 9. епизоди 10. сезоне. Она посећује Њујорк у 13. епизоди 10. сезоне и са Моником и Чандлером посећује туристичка места. Убрзо открива да је отац детета њен бивши дечко из средње школе, фудбалски шампион. Ерика се порађа на крају 16. епизоде 10. сезоне и рађа близанце Ерику и Џека у првом делу последње епизоде серије.